# 罗格列酮
罗格列酮（Rosiglitazone）是一種用於控制糖尿病的藥物，商品名稱有：安糖健、文迪雅、梵帝雅（Avandia）等。由葛蘭素史克（GSK）開發製造。
製劑為藥片，每片含2mg、4mg或8mg馬來酸罗格列酮（Rosiglitazone maleate）。

## 藥物作用
增進胰島素的感受性，改善血糖控制。

## 藥物代謝動力學
- 蛋白結合率：99%
- 清除半衰期：3～4小時
- 到達血中最高濃度時間：1小時
- 代謝：與細胞色素p450（CYP）同功的酵素2C8所代謝
- 排泄：尿液或糞便

## 適應症
單獨使用或與磺酰脲類（Sulfonylurea）、二甲雙胍（Metformin）類口服降血糖藥同時使用，以控制第II型糖尿病人的血糖。

## 服量
口服，
- 單一療法的起始劑量為每天4mg，可一次過或分2次服用。
- 與Metformin同時使用，起始劑量為每天4mg，可一次過或分2次服用。
- 與Sulfonylurea同時使用，起始劑量為每天4mg，可一次過或分2次服用。

## 风险、副作用及替代品

### 心臟病
有研究顯示服用羅格列酮可令心臟病的發作機率提高43％，令死於心臟病的風險也會增加；不過亦有其他研究否定這個結論。美国参议院关于糖尿病药物文迪雅的报告指出，葛兰素史克公司和食品及药物管理局早就应当把这种药物的危险性告知病人。报告建议将文迪雅撤出市场。2009年，葛兰素史克公司资助的一项研究没有发现任何心脏病例增加的现象；但那项研究同時亦发现，藥物會令患者心力衰竭的风险大幅增加，也就是心脏不能把足够的血液输往各器官和肌肉，其中包括几个病人住院或死亡的病例。食品及药物管理局将研究文迪雅对心脏的风险，同时告诫服用文迪雅的病人，在征求医生意见之前，不要自行停药。同時期在加拿大亦有一項研究把「安糖健」與市場上另一競爭對手「愛妥糖」（Actos）作比較，發現愛妥糖令患者因心臟病入院風險，比安糖健少23%，死亡風險亦比該藥少14%。
2010年7月14日，美國食品及药物管理局外部專家委員會投票，結果以33比12通過繼續允許梵帝雅暫時無需下架，但應加註額外警語，甚至限制使用。台灣衛生署於2011年宣布同樣管制措施，要求開立此藥的醫師要準備「用藥評估暨篩檢表」、「病人知情同意書」、「指導病人用藥與諮詢服務訓練計畫手冊」、「病人用藥須知」等文件。衛生署並表示，梵帝雅應列為最後一線用藥，並在現階段心臟衰竭患者之外，新增限縮對象，不建議缺血性心臟病患者使用。不過，英國及歐盟均在同年禁售這種藥。
在紐西蘭，於2011年4月29日之前停售此藥，並建議病患與醫生盡快討論替代藥物。
不過在2013年，美國FDA解除此藥的限制使用，2015年不再監控。中華民國（台灣）衛生福利部食品藥物管理署於2015年放寬該藥使用限制、2016年12月30日起宣佈終止監控，醫師不必再填妥風險管理相關文書資料。

### 中風
羅格列酮亦與中風有關連。根據一項由美國食物及藥品管理局科學家David Graham領頭的研究，透過翻查美國聯邦保健紀錄，比對安糖健與愛妥糖的使用者，發現在年老病人中，服用安糖健的病人，其中風的風險跟比照病人高出27%。

### 骨折
葛蘭素史克藥廠曾提及服用羅格列酮的女病者，其上臂、手、腳較服用其他糖尿藥物的患者更容易骨折，而有關內容亦得到研究確認服用另一种噻唑烷二酮類药物——吡格列酮的人也更容易骨折。
涉及13715个病人的十次随机对照试验的荟萃分析显示服用羅格列酮的患者会比服用安慰剂的患者多出45%的骨折风险。它使患有2型糖尿病的女性的骨折风险增加了一倍，而患有2型糖尿病的男性的骨折风险没有显着增加。

## 外部連結
- 官方網站 （页面存档备份，存于）
- MedlinePlus Drug Information: Rosiglitazone （页面存档备份，存于）